# Löbejün
Löbejünⓘ là một đô thị thuộc huyện Saalekreis, bang Saxony-Anhalt, Đức.

## Dân số
| Ngày tháng năm  | Dân số |
| --------------- | ------ |
| Middle ages ¹   | ~5-600 |
| Đầu thế kỷ 17 ¹ | ~1.000 |
| 1636 ¹          | 96     |
| 1719 ¹          | 909    |
| 1782 ¹          | 1.299  |
| 1822 ¹          | 2.100  |
| 1853 ¹          | 3.100  |
| 1861 ¹          | 3.497  |
| 1880 ¹          | 3.425  |
| 1900 ¹          | 3.332  |
| 1919 ¹          | 2.802  |
| 1935 ¹          | 3.279  |

| Ngày tháng năm              | Dân số |
| --------------------------- | ------ |
| ngày 3 tháng 12 năm 1990 ²  | 2.640  |
| ngày 31 tháng 12 năm 1995 ² | 2.558  |
| ngày 31 tháng 12 năm 2000 ² | 2.443  |
| ngày 31 tháng 12 năm 2001 ² | 2.425  |
| ngày 31 tháng 12 năm 2002 ² | 2.393  |
| ngày 31 tháng 12 năm 2003 ² | 2.364  |
| ngày 31 tháng 12 năm 2004 ² | 2.355  |

¹ Nguồn: Erich Keyser (Hrsg.): Deutsches Städtebuch - Handbuch städtischer Geschichte, Band 2, 1941

² Nguồn: Statistisches Landesamt Sachsen-Anhalt